# Метрополітен Ханчжоу
Метрополітен Ханчжоу (кит.: 杭州地铁) — система ліній метрополітену в місті Ханчжоу, Чжецзян, КНР.

## Історія
Будівництво розпочалося 28 березня 2007 року.

### Хронологія розвитку системи

Хронологія розвитку системи

- 24 листопада 2012 — відкрита початкова дільниця Лінії 1 «Xianghu»—"Wenze Road" з відгалудженням «Coach Center»—"Linping", 30 станцій та 47,9 км.
- 30 червня 2013 — на діючій дільниці Лінії 1 відкрита станція «East Railway Station».
- 24 листопада 2014 — відкрита початкова дільниця Лінії 2 «Chaoyang»—"Qianjiang Road", 12 станцій та 18,3 км.
- 2 лютого 2015 — відкрита початкова дільниця Лінії 4 «Pengbu»—"Jinjiang", 9 станцій та 9,6 км.
- 28 червня 2015 — на діючій дільниці Лінії 4 відкрита станція «Xintang».
- 24 листопада 2015 — розширення Лінії 1 на 3 станції та 5,7 км, дільниця «Wenze Road»—"Xiasha Jiangbin".
- 28 квітня 2016 — на діючій дільниці Лінії 2 «Qianjiang Century City».
- 3 липня 2017 — розширення Лінії 2 на 9 станцій та 11,3 км, дільниця «Qianjiang Road»—"Gucui Road".
- 27 грудня 2017 — розширення Лінії 2 на 10 станцій та 13,3 км, дільниця «Gucui Road»—"Liangzhu".
- 9 січня 2018 — розширення Лінії 4 на 7 станцій та 11,2 км, дільниця «Jinjiang»—"Puyan".
- 6 червня 2018 — на діючій дільниці Лінії 4 відкрита станція «Lianzhuang».
- 24 червня 2019 — відкрита початкова дільниця Лінії 5 «Liangmu Road»—"Shanxian", 12 станцій та 17,7 км[3].
- 23 квітня 2020 — відкрита початкова дільниця Лінії 16 та розширення Лінії 5[4].

## Лінії
Переважна більшість станцій в місті підземна, в системі лише 7 естакадних станцій. Всі станції задля безпеки пасажирів обладнані платформними розсувними дверима.
| №   | Дата відкриття    | Останнє продовження | Кількість станцій | Кінцеві станції                                     | Довжина в км | Кількість підземних станцій |
| --- | ----------------- | ------------------- | ----------------- | --------------------------------------------------- | ------------ | --------------------------- |
| (1) | 24 листопада 2012 | 24 листопада 2015   | 34                | «Xianghu» — «Linping» «Xianghu» — «Xiasha Jiangbin» | 53,6         | 31                          |
| (1) | 24 листопада 2014 | 27 грудня 2017      | 32                | «Liangzhu» — «Chaoyang»                             | 42,9         | 32                          |
| (1) | 2 лютого 2015     | 6 червня 2018       | 17                | «Pengbu» — «Puyan»                                  | 20,8         | 17                          |
| (1) | 24 червня 2019    | 23 квітня 2020      | 38                | «Liangmu Road» — «Shanxian»                         | 53,9         | 38                          |
| (1) | 23 квітня 2020    | —                   | 12                | «Lvting Road» — «Jiuzhou Street»                    | 35,1         | 8                           |

## Розвиток

Приблизна схема на 2022 рік

Станом на літо 2020 року в місті будуються численні нові лінії та розширення діючих ліній. Добудувати всі лінії планують до кінця 2021 року, бо наступного року місто прийматиме Азійські ігри 2022.
- Лінія 1 — розширення на 5 станцій та 11,5 км.
- Лінія 4 — розширення на 15 станцій та 23,4 км.
- Лінія 6 (блакитна) — 24 станції та 35,3 км.
- Лінія 9 (коричнева) — 21 станцію та 29,3 км.
- Лінія 7 (фіолетова) — 23 станція та 45 км.
- Лінія 3 (жовта) — 35 станції та 52,2 км.
- Лінія 8 (яскраво червона) — 8 станцій та 17,2 км
- Лінія 10 (золота) — 12 станцій та 11,2 км.

## Режим роботи
Працює з 6:30 до 22:30.

## Галерея

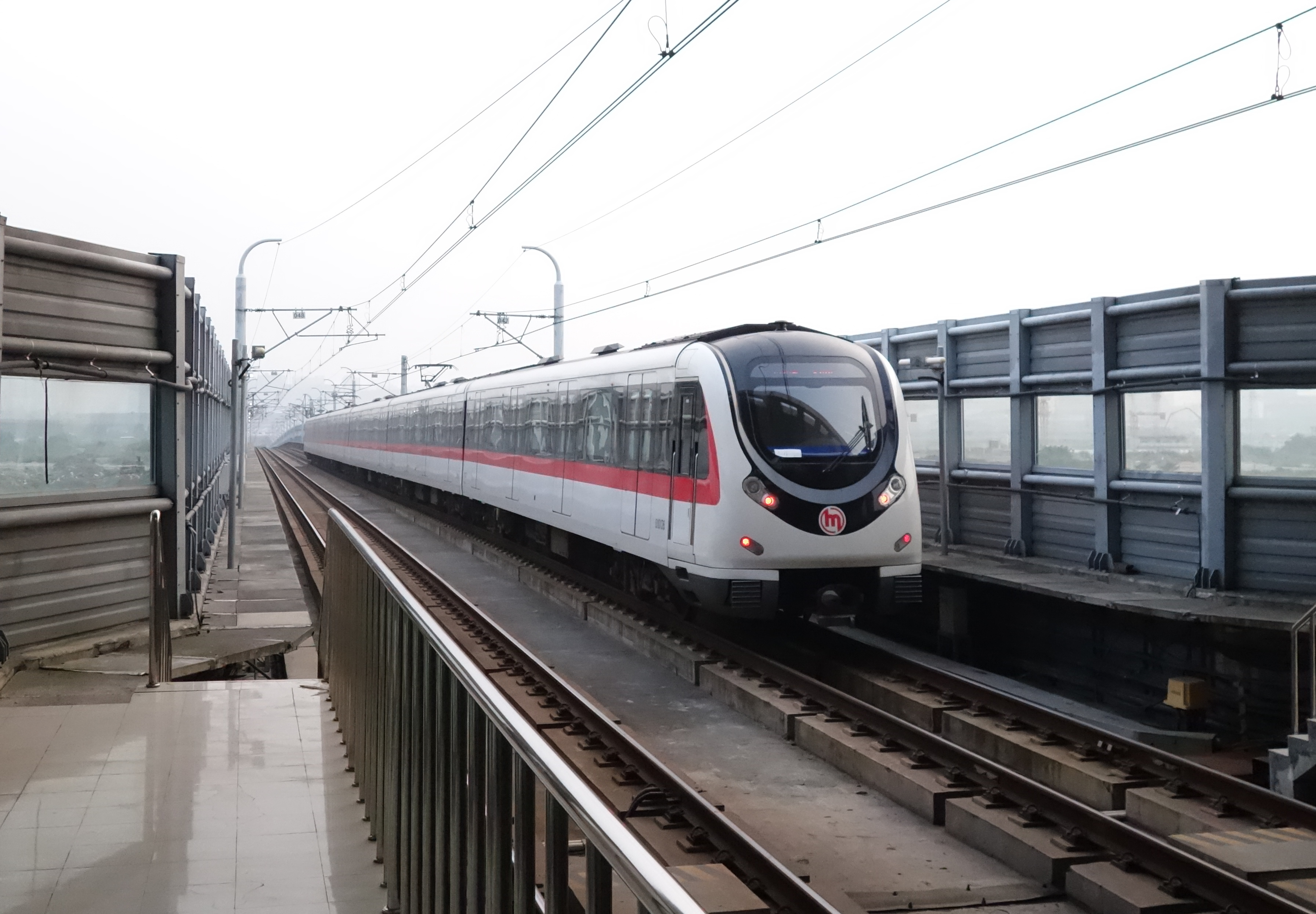
Потяг на естакадній ділянці, Лінія 1
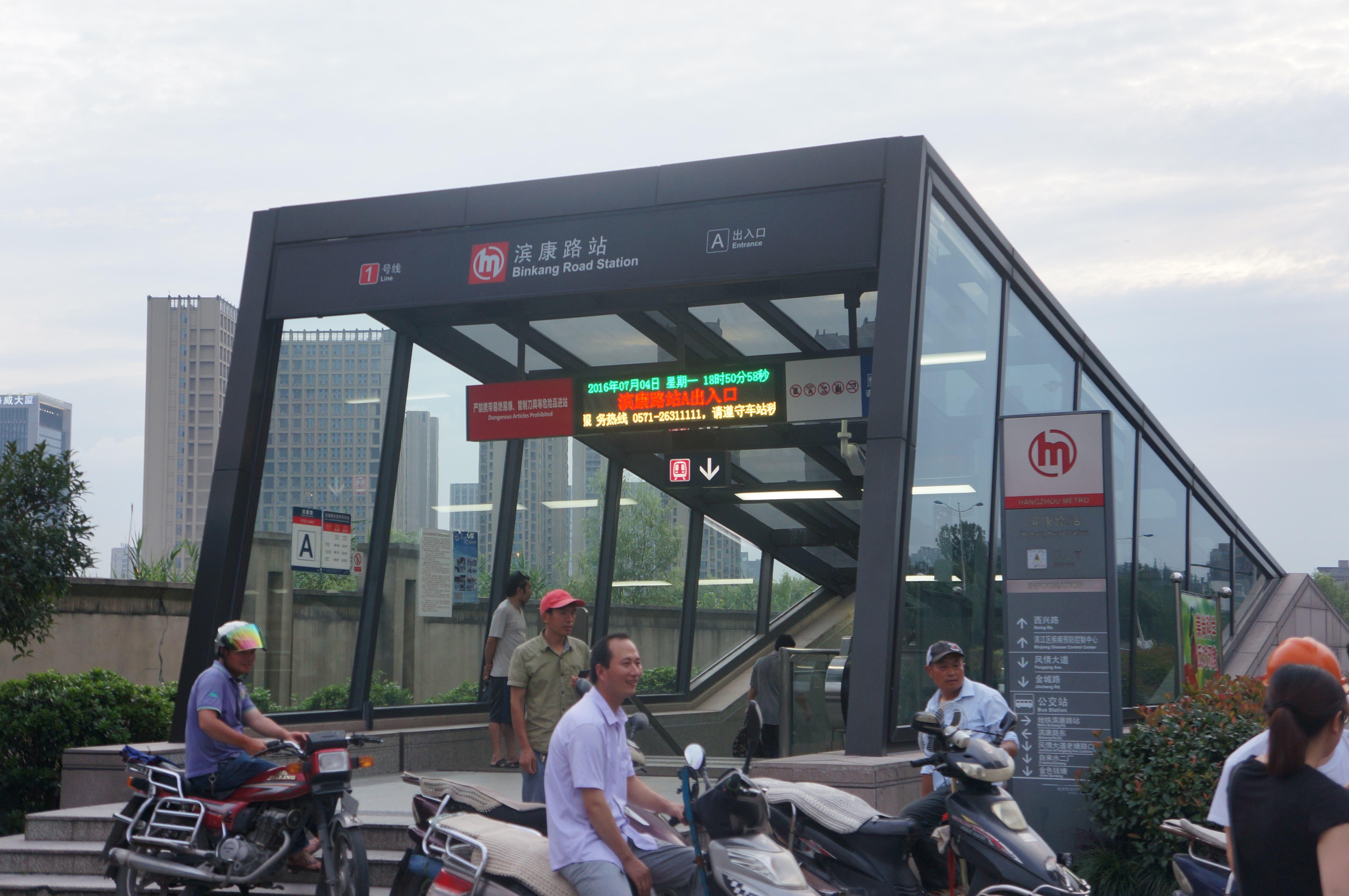
Вихід A зі станції «Binkang Road»
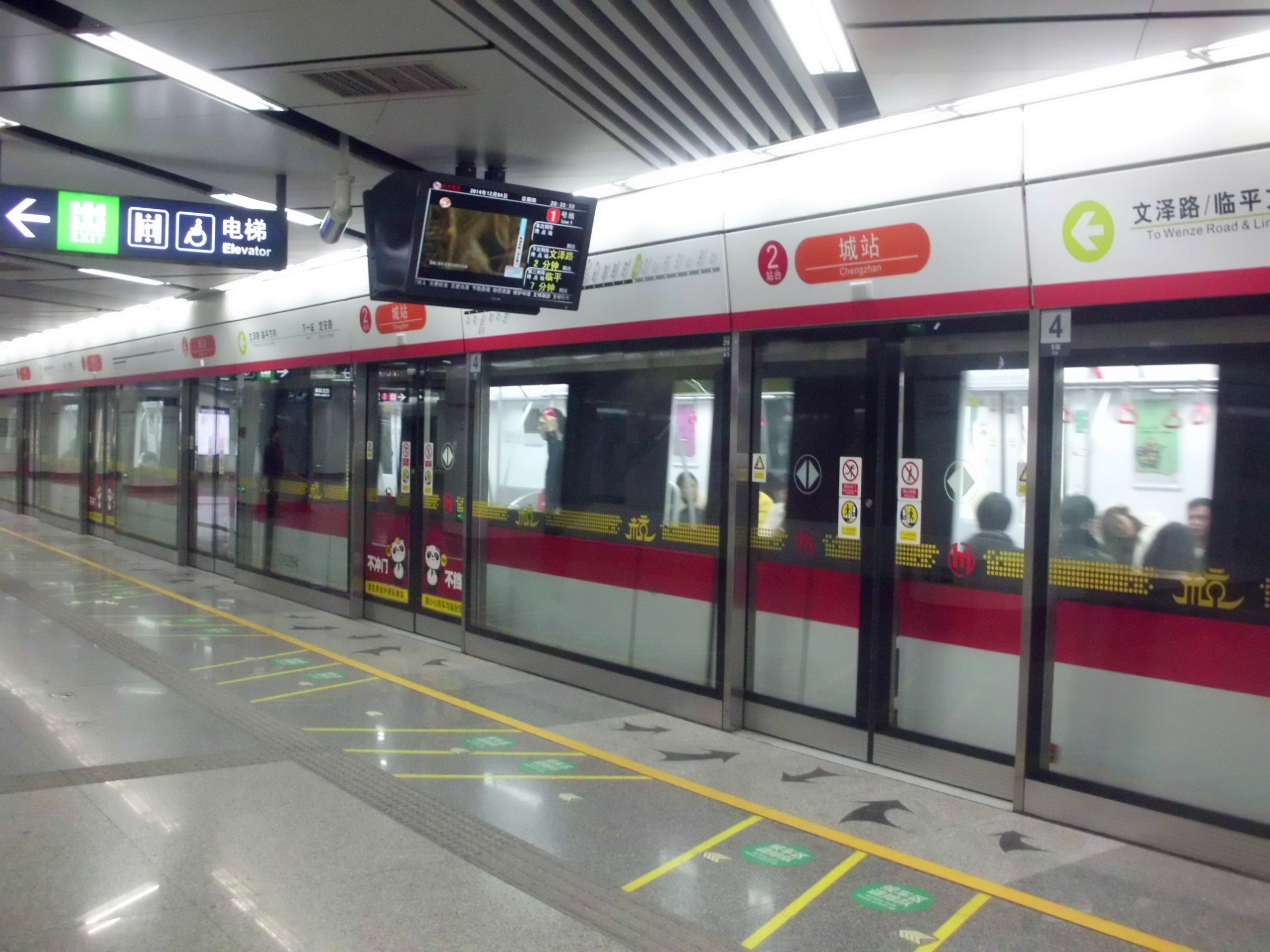
Потяг на станції «Chengzhan»
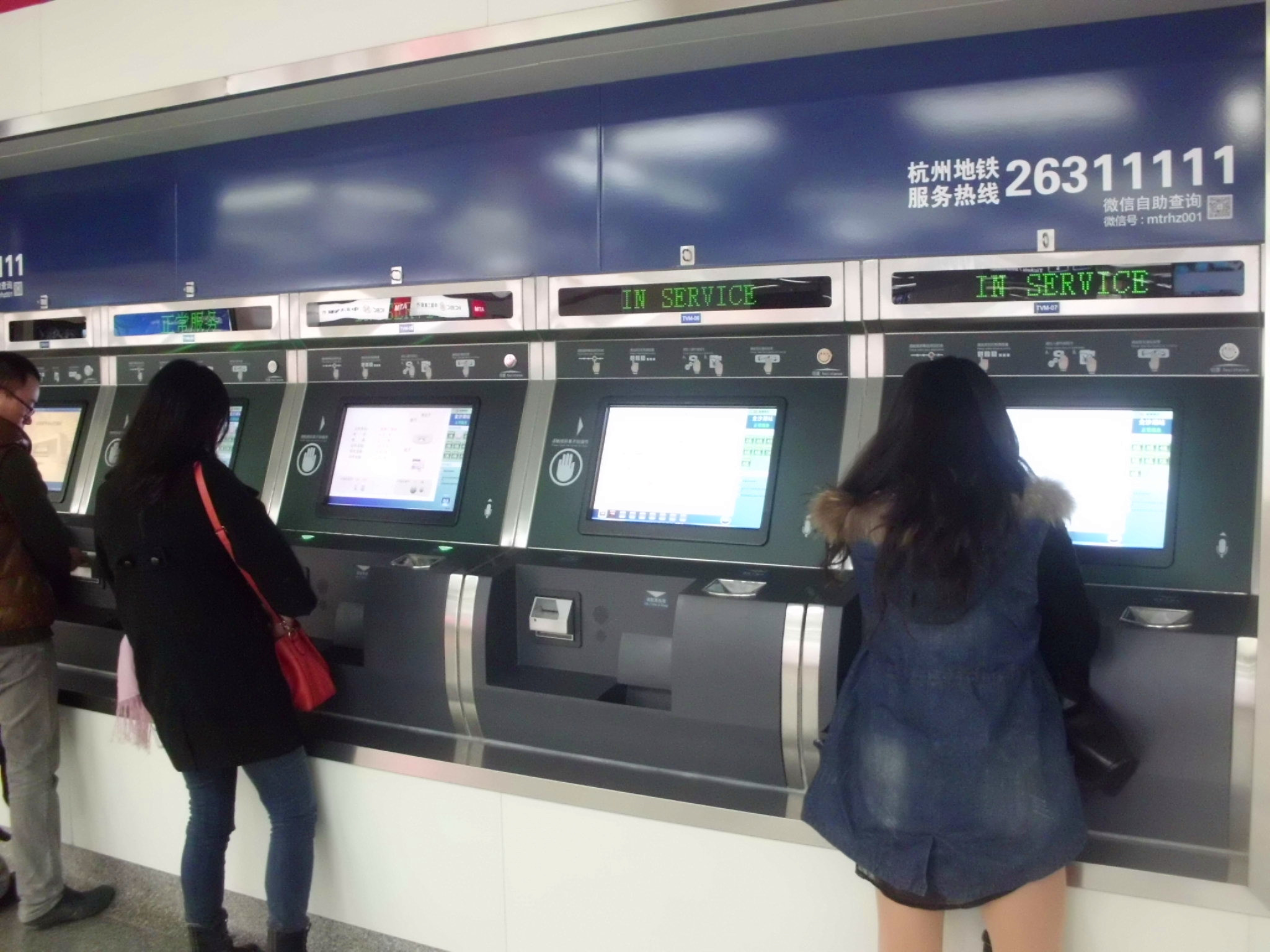
Квиткові термінали на станції «Jinshahu»
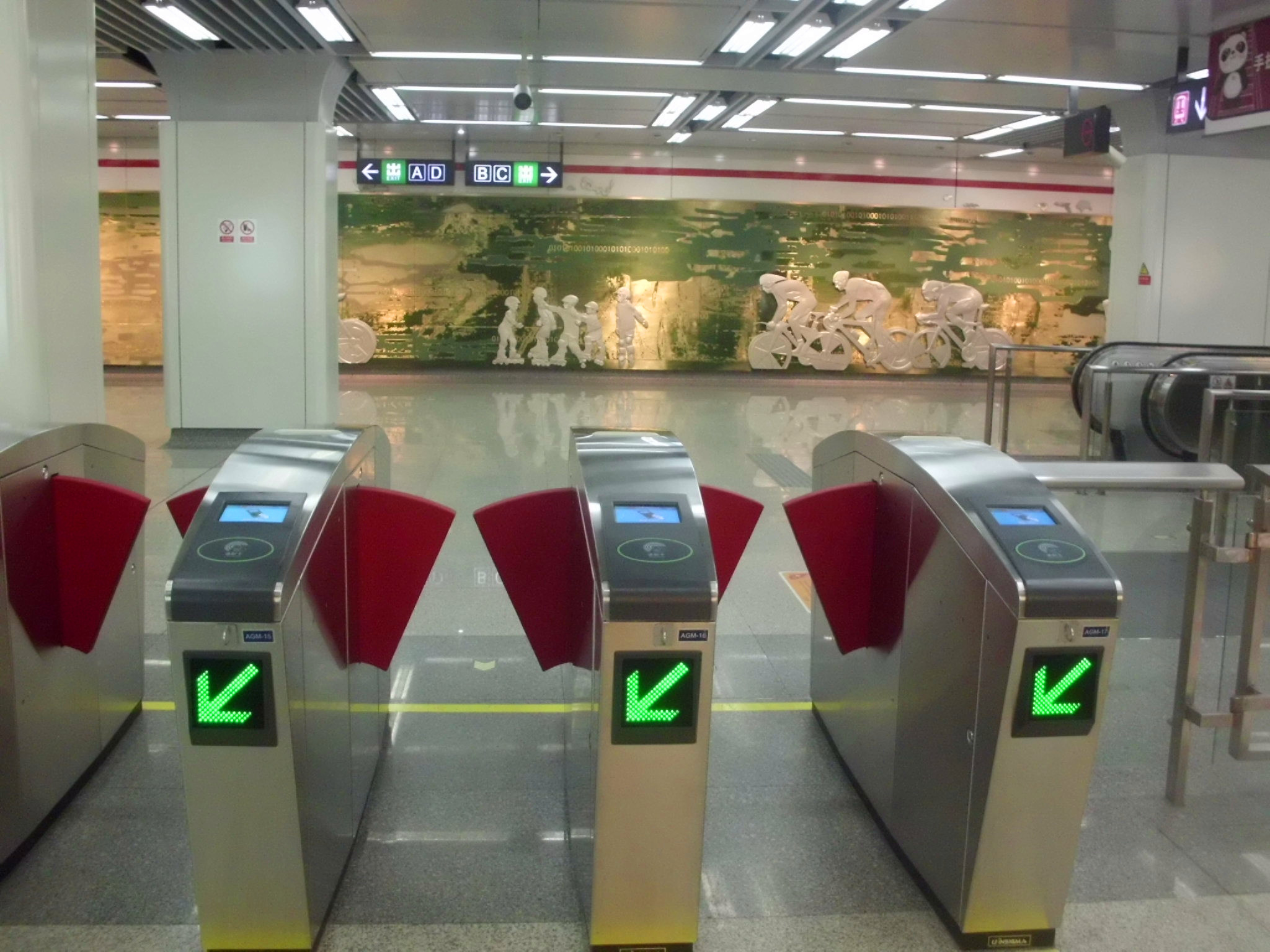
Турнікети на станції «Jinshahu»
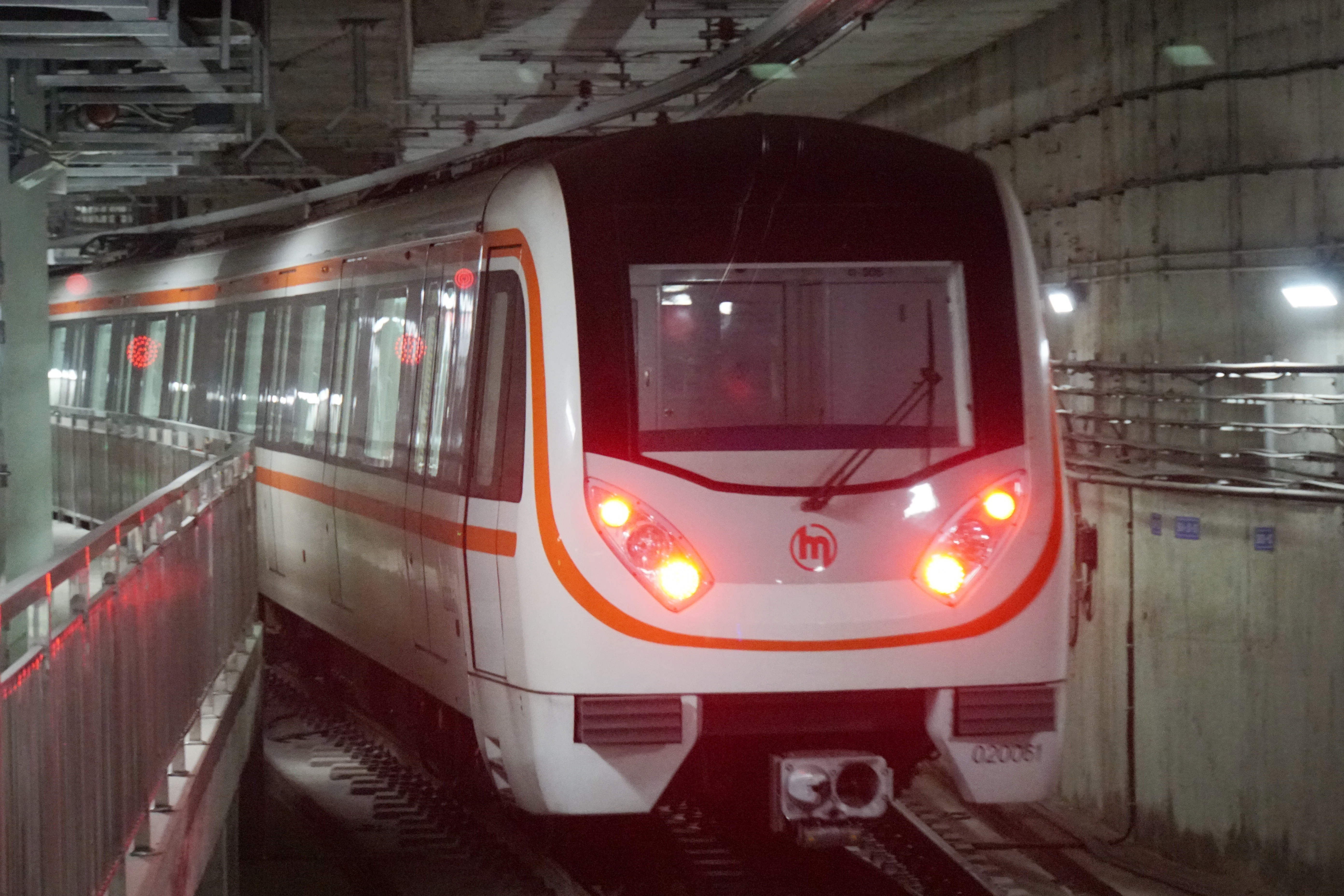
Потяг у тунелі
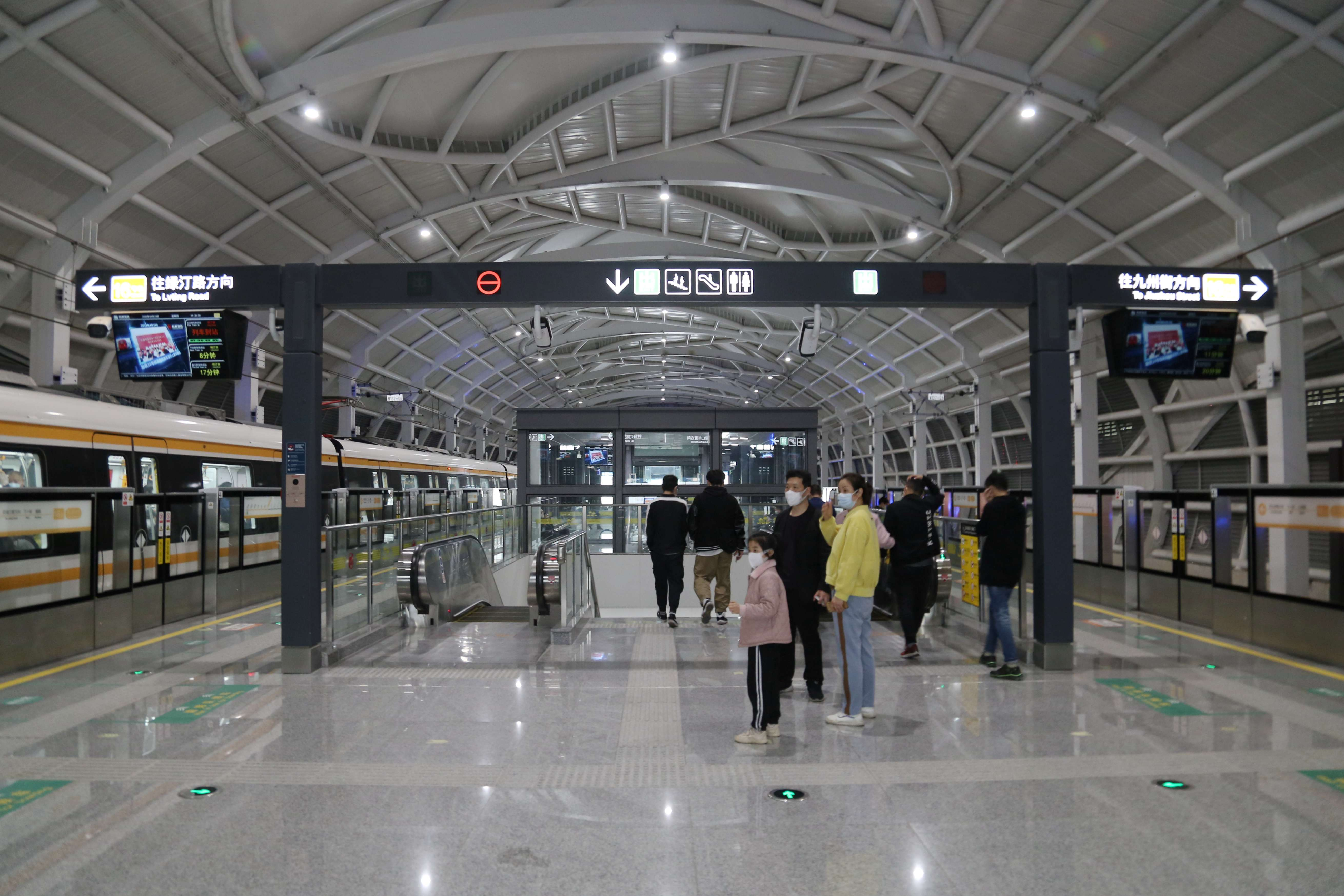
Платформа естакадної станції «Qingshanhu Sci-tech City», Лінія 16
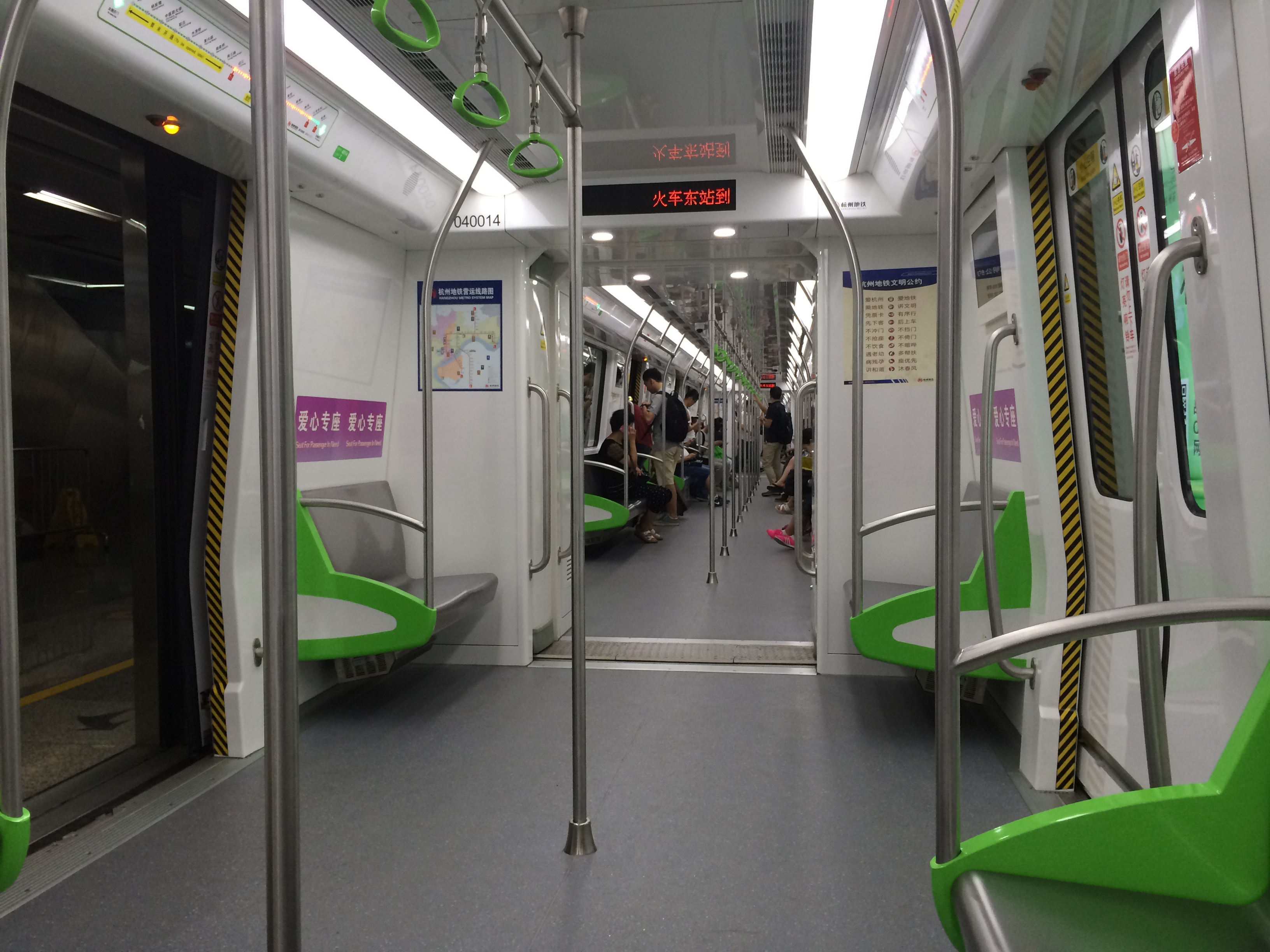
В середині потяга, Лінія 4